# Mageia
Mageia és una distribució del sistema operatiu GNU/Linux sorgida com una fork (versió divergent) creada a partir de la distribució francesa Mandriva Linux. El nom prové del grec mageía (μαγεία) i significa literalment "màgia". La primera versió d'aquesta distribució, anomenada simplement Mageia 1, va ser alliberada el juny de 2011. La companyia Mandriva SA utilitza la distribució Mageia com a base per a la seva versió comercial per a servidors.

## Desenvolupament
Mageia té un cicle de desenvolupament de planejat de 9 mesos entre versions, cada nova edició té un cicle de suport de 18 mesos.

### Història de les versions
| Versió                                                                                                  | Data d'alliberament   | Data de final de suport | Versió del kernel |
| --- | --------------------- | ----------------------- | ----------------- |
| 1 | 1 de juny de 2011     | 1 de desembre de 2012   | 2.6.38            |
| 2 | 22 de maig de 2012    | 22 de novembre de 2013  | 3.3.6             |
| 3 | 19 de maig de 2013    | 19 de novembre de 2014  | 3.8.13            |
| 4 | 1 de febrer de 2014   | 19 de setembre de 2015  | 3.12.13           |
| 4.1 | 20 de juny de 2014    | 19 de setembre de 2015  | 3.12.21           |
| 5 | 19 de juny de 2015    | 31 de desembre de 2017  | 3.19.8            |
| 5.1 | 2 de desembre de 2016 | 31 de desembre de 2017  | 4.4.30            |
| 6 | 16 de juliol de 2017  | 30 de setembre de 2019  | 4.9.35            |
| 6.1 | 5 d'octubre de 2018   | 30 de setembre de 2019  | 4.14.70           |
| 7.0 | 1 de juliol de 2019   | 30 de desembre de 2020  | 5.1.14            |
| 7.1 | 16 de juliol de 2019  | 30 de desembre de 2020  | 5.1.14            |
| Llegenda:Versió antigaVersió antiga, amb suportDarrera versióDarrera versió preliminarProper llançament |                       |                         |                   |

## Característiques
Mageia va ser la primera distribució Linux que va substituir el sistema de gestió de bases de dades MySQL (de la companyia Oracle Corporation) per MariaDB, que garanteix el seu estat lliure sota la GNU GPL.